# 阿瓜孔普里达
阿瓜孔普里达是巴西米纳斯吉拉斯州的一个市镇。总面积489.513平方公里，总人口2093人，人口密度4.3人/平方公里。